# Hernol Hall
Hernol Gardener Hall (ur. 19 sierpnia 1982 w Limón) – kostarykański koszykarz, występujący na pozycjach skrzydłowego oraz środkowego.
Z powodu występów w reprezentacji narodowej Kostaryki zabroniono mu występów w NCAA Division I, w zespole Cincinnati Bearcats, po ukończeniu Lon Morris College (NJCAA). Powodem było naruszenie przepisów, dotyczących statusu amatora.

## Osiągnięcia
College
- Zawodnik Roku Region XIV NJCAA[2]
- Zaliczony do składów:
  - NJCAA Division I All-American First Team (2006)[2]

Indywidualne
- Uczestnik meczu gwiazd PLK (2008)[3]
- Lider play-off PLK w średniej zbiórek (2007)[4]

Reprezentacja
- Brązowy medalista mistrzostw COCABA (2013 – kwalifikacji do Centrobasketu)
- Uczestnik:
  - mistrzostw Ameryki Środkowej (2003 – 7. miejsce)
  - mistrzostw COCABA (2004 – 6. miejsce, 2007, 2009 – 4. miejsce, 2013)
  - Igrzysk Ameryki Środkowej i Karaibów (2014 – 6. miejsce)